# ボレル・カンテリの補題
確率論におけるボレル・カンテリの補題（ボレル・カンテリのほだい、英: Borel–Cantelli lemma）は、事象の列に関する命題である。一般的に見れば測度論の結果の一つ。名称は20世紀初頭にこの補題の記述を行ったエミール・ボレルとフランチェスコ・パオロ・カンテリにちなむ。これと関連した、ボレル・カンテリの第二補題と呼ばれることもある命題は、（完全に対称的ではないが）ボレル・カンテリの補題（第一補題）と帰結が反対になる。これらの補題はある種の条件下で事象の確率が0か1かのどちらかであることを述べており、0-1法則として知られる一連の定理の中で最も著名なものとなっている。0-1法則にはこの他にコルモゴロフの0-1法則やヒューイット・サヴェッジの0-1法則がある。

## 確率空間における主張
E1,E2,... を、ある確率空間の事象の列とする。
このとき
もしの確率 P(En) の和が有限であれば、これらの事象が無限に多くの回数起こるような確率は 0 である。
{\displaystyle \sum _{n=1}^{\infty }\Pr(E_{n})<\infty \Rightarrow \Pr \left(\limsup _{n\to \infty }E_{n}\right)=0}
ここで "lim sup" は事象列の上極限で、明示的に書けば
{\displaystyle \limsup _{n\to \infty }E_{n}=\bigcap _{n=1}^{\infty }\bigcup _{k\geq n}^{\infty }E_{k}}
仮定として独立性を課していないことに注意。

### 例
(Xn) を確率変数列とし、各 n に対し Pr(Xn = 0) = 1/n2 とする。
ΣPr(Xn = 0) = π2/6  ≈  1.645 < ∞ だから、ボレル・カンテリの補題より Xn = 0 となるような n が無限に多く存在する確率は 0 である（ほとんど確実に、有限個の n を除いて Xn は 0 でない値をとる）。

## 証明
{\displaystyle [E_{n}]} を事象 {\displaystyle E_{n}} の指示関数とする（アイバーソンの記法）。ルベーグの単調収束定理より
{\displaystyle \operatorname {E} \left(\sum _{n}[E_{n}]\right)=\sum _{n}\operatorname {E} ([E_{n}])=\sum _{n}\Pr(E_{n})<\infty }
よって
{\displaystyle \Pr \left(\sum _{n}[E_{n}]=\infty \right)=0}
なぜなら、さもなければ
{\displaystyle \operatorname {E} \left(\sum _{n}[E_{n}]\right)\geq \int _{\{\sum _{n}[E_{n}]=\infty \}}\left(\sum _{n}[E_{n}]\right)\,\mathrm {d} \mathbb {\Pr } =\infty }
となるからである。

### 別証
級数 {\displaystyle \sum _{n=1}^{\infty }\Pr(E_{n})<\infty } が収束するので、
{\displaystyle \sum _{n=N}^{\infty }\Pr(E_{n})\rightarrow 0,\quad {\text{as }}N\to \infty }
でなければならない。よって {\displaystyle \inf _{N\geq 1}\sum _{n=N}^{\infty }\Pr(E_{n})=0}
これより
{\displaystyle {\begin{aligned}\Pr \left(\limsup _{n\to \infty }E_{n}\right)&=\Pr({\text{infinitely many of the }}E_{n}{\text{ occur}})\\[6pt]&=\Pr \left(\bigcap _{N=1}^{\infty }\bigcup _{n=N}^{\infty }E_{n}\right)=\inf _{N\geq 1}\Pr \left(\bigcup _{n=N}^{\infty }E_{n}\right)\\&\leq \inf _{N\geq 1}\sum _{n=N}^{\infty }\Pr(E_{n})=0\end{aligned}}}
となり示された。

## 一般の測度空間
一般の測度空間では、ボレル・カンテリの補題は次の形になる。
μ を集合 X 、完全加法族 F 上の（非負）測度とし、(An) を F の元の列とする。このとき
{\displaystyle \sum _{n=1}^{\infty }\mu (A_{n})<\infty } ならば {\displaystyle \mu \left(\limsup _{n\to \infty }A_{n}\right)=0}

## 反対（第二補題）
これに関連して、帰結が反対となるような次の結果がある。
{\displaystyle \sum _{n=1}^{\infty }\Pr(E_{n})=\infty }  かつ事象列 {\displaystyle (E_{n})_{n=1}^{\infty }} が独立ならば、{\displaystyle \Pr(\limsup _{n\rightarrow \infty }E_{n})=1}
独立性の仮定は組ごとの独立性（任意の i ≠ j に対し P(Ei Ej)=P(Ei)  P(Ej) となること）に弱めることができる。ただしその場合、証明がより複雑になる。

### 例
無限の猿定理はこの補題の特別な場合である。
この補題は Rn における被覆定理に適用できる場合がある。特に、以下の結果がある(Stein 1993, Lemma X.2.1)。Ej が Rn のルベーグ可測なコンパクト部分集合族で
{\displaystyle \sum _{j}\mu (E_{j})=\infty }
を満たすとすると、それらを平行移動した集合の族（ Fj ）
{\displaystyle F_{j}=E_{j}+x_{j}}
であって、零集合の差を除いて、集合の等式
{\displaystyle \lim \sup F_{j}=\bigcap _{n=1}^{\infty }\bigcup _{k=n}^{\infty }F_{k}=\mathbb {R} ^{n}}
が成り立つようなものが存在する。

## 証明
以下の通り変形する。ここで "i.o." は "infinitely often" の略、右肩の "c" は余事象をとることを表す。
{\displaystyle {\begin{aligned}1-\Pr(\limsup _{n\rightarrow \infty }E_{n})&=1-\Pr \left(\{E_{n}{\text{ i.o.}}\}\right)=\Pr \left(\{E_{n}{\text{ i.o.}}\}^{c}\right)\\&=\Pr \left(\left(\bigcap _{N=1}^{\infty }\bigcup _{n=N}^{\infty }E_{n}\right)^{c}\right)=\Pr \left(\bigcup _{N=1}^{\infty }\bigcap _{n=N}^{\infty }E_{n}^{c}\right)\\&=\Pr \left(\liminf _{n\rightarrow \infty }E_{n}^{c}\right)=\lim _{N\rightarrow \infty }\Pr \left(\bigcap _{n=N}^{\infty }E_{n}^{c}\right)\end{aligned}}}
ここで独立性より
{\displaystyle {\begin{aligned}\Pr \left(\bigcap _{n=N}^{\infty }E_{n}^{c}\right)&=\prod _{n=N}^{\infty }\Pr(E_{n}^{c})\\&=\prod _{n=N}^{\infty }(1-\Pr(E_{n}))\\&\leq \prod _{n=N}^{\infty }\exp(-\Pr(E_{n}))\\&=\exp \left(-\sum _{n=N}^{\infty }\Pr(E_{n})\right)\\&=0\end{aligned}}}
となって証明された。
（もしくは
{\displaystyle {\begin{aligned}-\log \left(\Pr \left(\bigcap _{n=N}^{\infty }E_{n}^{c}\right)\right)&=-\log \left(\prod _{n=N}^{\infty }(1-\Pr(E_{n}))\right)\\&=-\sum _{n=N}^{\infty }\log(1-\Pr(E_{n}))\\&\geq \sum _{n=N}^{\infty }\Pr(E_{n})\end{aligned}}}
を考えてもよい）。

## 類似の結果
また別の関連する結果（いわゆる counterpart of the Borel–Cantelli lemma）がある。ここで類似（counterpart）というのは、{\displaystyle (A_{n})} に課す仮定を「独立性」から全く別のものに取り換えて、limsup が1になるための必要十分条件を与えるという意味でである。
事象列 {\displaystyle (A_{n})} が {\displaystyle A_{k}\subseteq A_{k+1}} を満たすとし、{\displaystyle {\bar {A}}} で {\displaystyle A} の余事象を表す。
このとき、事象 {\displaystyle A_{k}} が無限に多くの回数起こる（つまり、少なくともどれかが起こる）確率が 1 であるための必要十分条件は、真に増大する正整数列 {\displaystyle (t_{k})} であって
{\displaystyle \sum _{k}\Pr(A_{t_{k+1}}\mid {\bar {A}}_{t_{k}})=\infty }
が成り立つようなものが存在することである。
このシンプルな結果は例えば、確率過程で時刻の部分集合 {\displaystyle (t_{k})} を選んだときの到達確率（hitting probability）を論じるのに有用である（この場合普通、{\displaystyle (t_{k})} の選び方が本質的に重要になる）。